# Viticoltura in Cina
La viticoltura in Cina vanta una lunga storia. Sebbene a lungo messo in ombra dall'huangjiu (a volte tradotto come "vino giallo") e dal distillato molto più forte baijiu, il consumo di vino è cresciuto in maniera esponenziale dalle riforme economiche degli anni '80. La Cina è oggi annoverata tra i primi dieci mercati globali del vino. I legami con i produttori francesi sono particolarmente forti e i vini del Ningxia hanno ricevuto riconoscimenti internazionali.

## Storia
種此如種玉

釀之成美酒 

令人飲不足 

爲君持一斗

come gemme più rare;

da esse facciamo un vino delizioso,

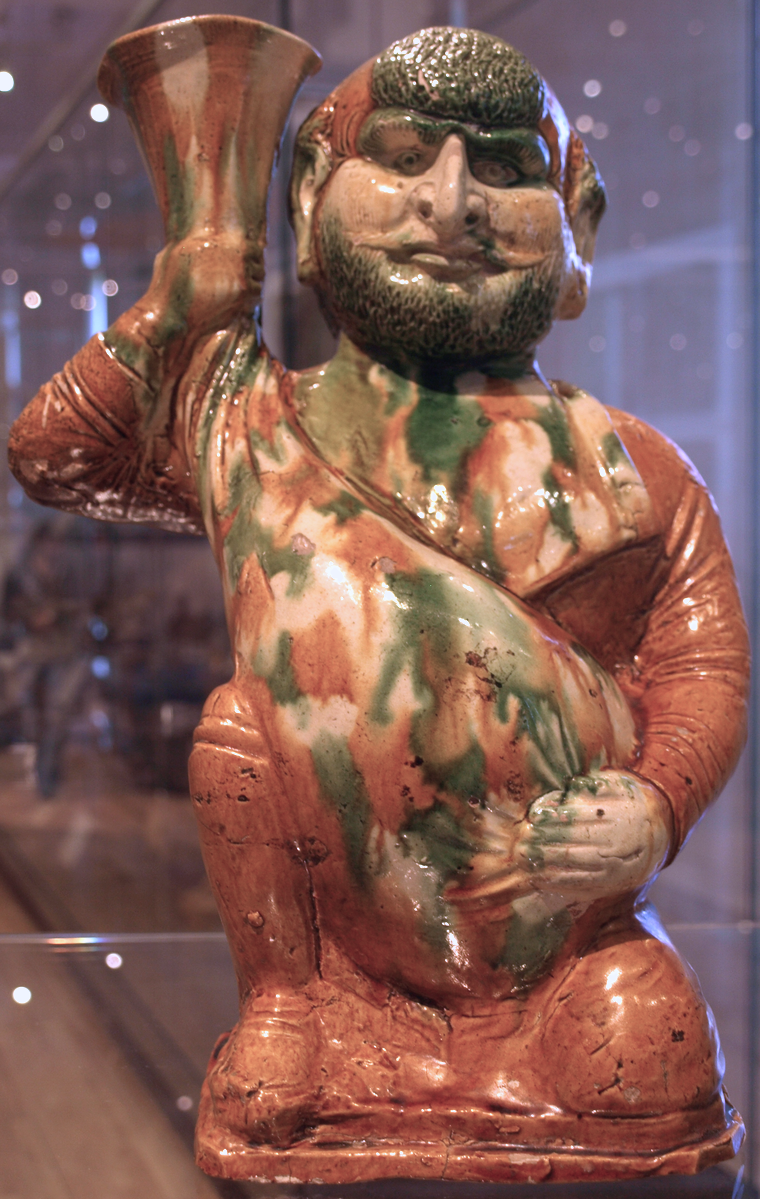
Durante la dinastia Tang (618-907), la Cina iniziò a importare vino d'uva dall'Asia centrale. A testimonianza di ciò, ecco una statuetta Tang "tricolore" raffigurante un mercante di vino che tiene in mano un otre di vino.

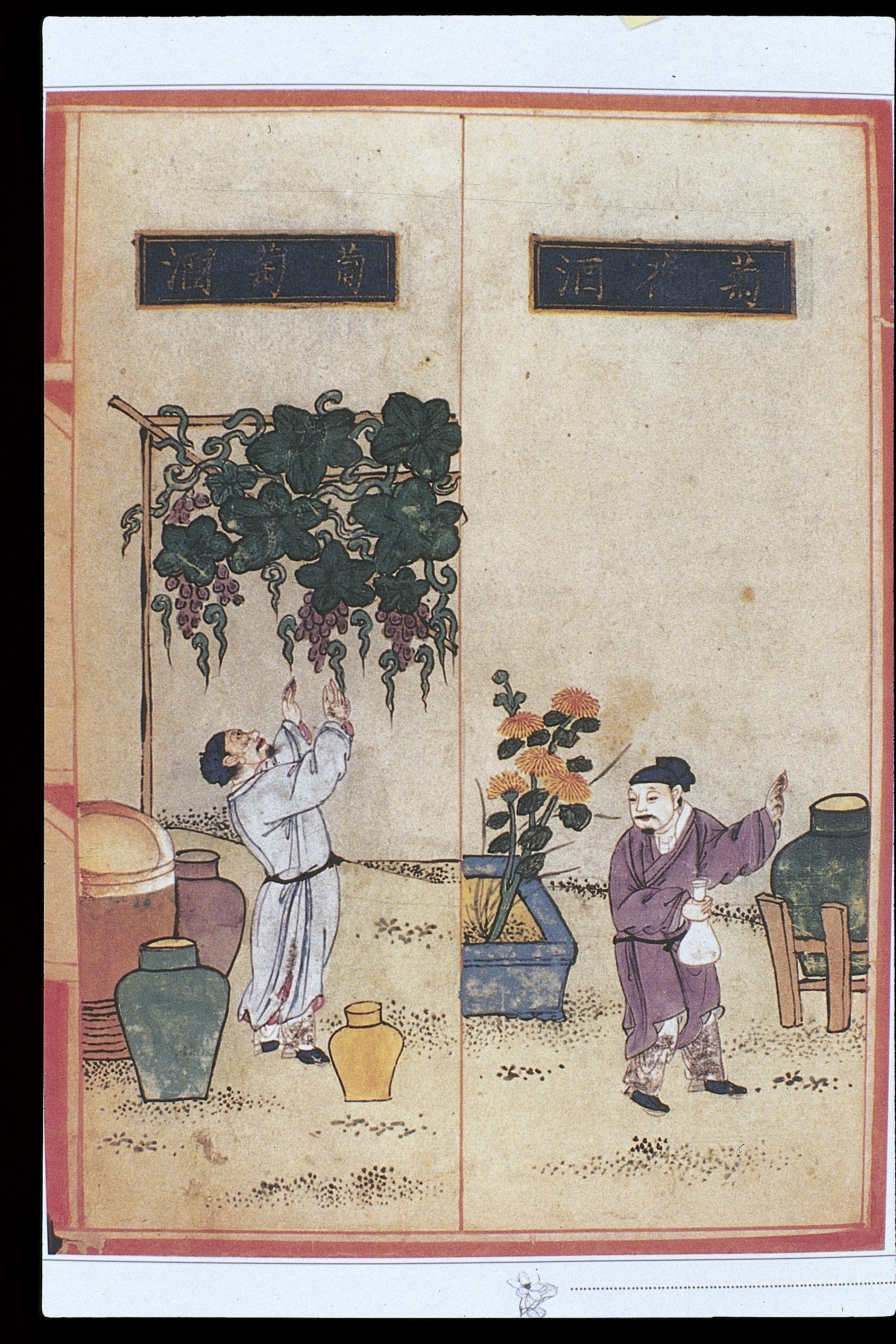
Illustrazione della coltivazione dell'uva e della produzione del vino presente nel "Materia Dietetica" (Shiwu Bencao) della dinastia Ming (1368-1644) fornisce un'ulteriore prova di questo scambio commerciale.

per il quale gli uomini non possono mai saziare la loro sete.

Bevi solo un sorso di questo vino,

e il dominio di Liang-zhou sarà sicuramente tuo.»
("La poesia dell'uva" (葡萄歌), di Liu Yuxi (772–842))
L'uso di uva selvatica per la produzione di bevande alcoliche è stato documentato nel sito archeologico di Jiahu (circa 7000 a.C.). Un vino di alta qualità chiamato qióng jiāng yù yè (cinese: 瓊漿玉液) è menzionato nel Quan Tangshi, una raccolta di circa 50.000 poesie compilate nel XVIII secolo durante il regno dell'imperatore Kangxi. La frase, che si traduce letteralmente in "vino di giada", ha però un significato idiomatico simile a "vino meraviglioso".
Nel 1995, un team di archeologi cino-americano, composto da archeologi dell'Istituto di ricerca archeologica dell'Università di Shandong e archeologi americani sotto la guida del professor Fang Hui, ha indagato due siti archeologici a 20 km a nord-est di Rizhao, scoprendo resti di diverse bevande alcoliche tra cui vino d'uva, vino di riso, idromele e diverse miscele di questi vini. Su oltre duecento vasi di ceramica scoperti nei siti, sette erano specificamente utilizzati per il vino d'uva. Sono stati scoperti anche residui di vinaccioli.
Tuttavia, se un tempo il consumo di vino d'uva era presente nella Cina dell'età del bronzo, venne sostituito dal consumo di una serie di bevande alcoliche a base di sorgo, miglio, riso e frutti come il litchi o la prugna asiatica. Tra il 130 e il 120 a.C., un inviato imperiale cinese della dinastia Han (206 a.C. - 220 d.C.) di nome Zhang Qian aprì relazioni diplomatiche con diversi regni dell'Asia centrale, alcuni dei quali producevano vino d'uva. Entro la fine del II secolo a.C., gli inviati Han avevano portato semi d'uva dal regno amante del vino di Dayuan (Fergana nell'odierno Uzbekistan) in Cina e li avevano piantati su terreni imperiali vicino alla capitale Chang'an (vicino all'odierna Xi'an nella provincia dello Shaanxi). Lo Shennong Bencao Jing, un'opera di materia medica compilata alla fine degli Han, afferma che l'uva poteva essere usata per produrre vino. Nell'era dei Tre Regni (220-280 d.C.), l'imperatore Wei Cao Pi osservò che il vino d'uva "è più dolce del vino prodotto [dai cereali] usando fermenti e grano germogliato. Si recupera più facilmente da un consumo eccessivo".
La coltivazione dell'uva continuò nei secoli successivi, in particolare nella regione nord-occidentale del Gansu, ma non fu utilizzata per produrre vino su larga scala. Il vino rimase quindi un prodotto esotico conosciuto da pochi.
Solo durante la dinastia Tang (618-907) il consumo di vino d'uva divenne più comune. Dopo la conquista Tang di Gaochang - uno stato oasi sulla Via della Seta situato vicino a Turfan nell'odierno Xinjiang - nel 641, i cinesi ottennero i semi di un'uva allungata chiamata "tetta di cavalla" (maru 馬乳) e appresero da Gaochang un "metodo di vinificazione" (jiu fa 酒法). Diversi poeti Tang hanno scritto versi sul vino d'uva, celebrando il vino proveniente dalle "regioni occidentali" - quello di Liangzhou era particolarmente rinomato - o da Taiyuan nello Shanxi, quest'ultimo prodotto con l'uva "tetta di cavalla". Il Materia Dietetica (Shiliao Bencao 食療本草) di Meng Shen e la Materia Medica compilata a spese del governo (Xinxiu bencao 新修本草; 652) documentano che la gente Tang produceva vino fermentato naturalmente.
La "prima azienda vinicola moderna" della Cina, la Changyu, fu fondata nel 1892 nella provincia dello Shandong vicino al porto franco di Chefoo (ora chiamata Yantai) dall'imprenditore cinese d'oltremare Zhang Bishi.